# Chris Smith (cestista 1987)
Chris Smith (Millstone Township, 13 ottobre 1987) è un cestista statunitense con cittadinanza israeliana.
È il fratello di J.R. Smith, anch'egli cestista.

## Palmarès
- Coppa di Israele: 1

Hapoel Gerusalemme: 2019-20